# Mattea
Mattea ist ein weiblicher, italienischer Vorname.

## Herkunft und Bedeutung
Beim Namen Mattea handelt es sich um die weibliche Variante von Matteo (Matthias): „Gabe des Herrn“, „Geschenk des Herrn“

## Varianten
- Deutsch: Matthäa, Mattea
- Kroatisch: Matea, Mateja, Matija
- Serbisch: Матија (Matija)
- Slowenisch: Mateja, Matija
  - Diminutiv: Teja
- Skandinavisch: Mathea

Männliche Varianten: siehe Matthias